# مجرى هوائي داخل البلعوم

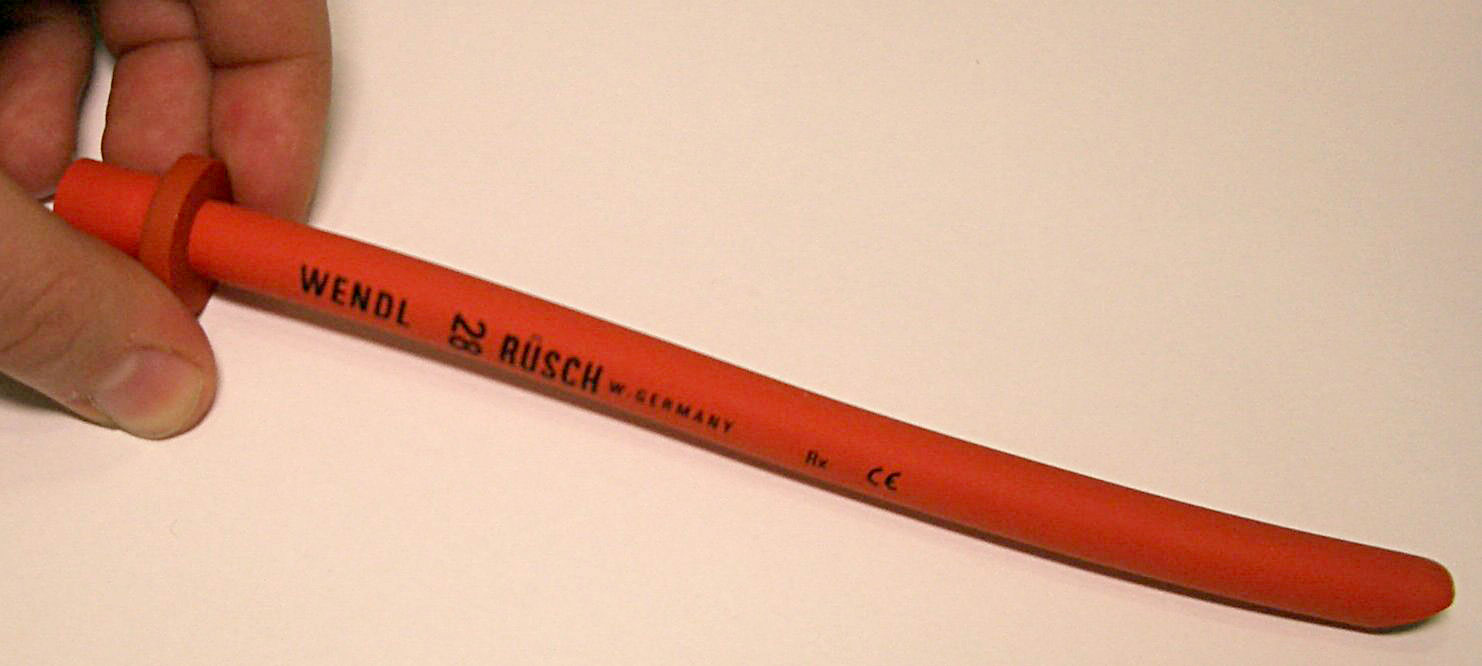
مجرى هوائي.

مجرى هوائي داخل البلعوم أو البوق الأنفي (بسبب نهايته المتقطعة)، أو خرطوم الأنف (بالإنجليزية: Nasopharyngeal airway ويُعرف أيضًا بـ "NPA")‏ هو نوع من الممرات الهوائية، وهو أنبوب تم تصميمه ليتم إدخاله في الممر الأنفي لتأمين مجرى مفتوح للهواء. عندما يصبح المريض فاقدًا للوعي، عادة ما تسترخي عضلات الفك ويمكن أن تسمح للسان بالانزلاق لداخل الحلق وعرقلة مجرى الهواء. هذا يجعل تركيب مسلك هوائي اصطناعي ضروريًا، ومجرى هوائي داخل البلعوم هو واحدة من الأدوات المتاحة. الغرض من النهاية الواسعة هو منع الجهاز من أن يقع داخل أنف المريض.

## الحجم
كما هو الحال مع القسطرة الأخرى، يتم قياس NPAs باستخدام مقياس القسطرة الفرنسي، ولكن الأحجام عادة ما يتم اقتباسها بالملليمتر.
الأحجام النموذجية تشمل: 6.5 مم / 28FR، 7.0 ملم / 30FR، 7.5 ملم / 32FR، 8.0 ملم / 34FR، و 8.5 ملم / 36FR.

## مؤشرات وموانع
يتم استخدام هذه الأجهزة من قبل المتخصصين في الرعاية الطارئة مثل EMTs والمساعدين الطبيين في الحالات التي يكون فيها الشكل الاصطناعي لمجرى الهواء ضروريًا، ولكن التنبيب يكون مستحيلاً أو غير ملائم أو خارج نطاق الممارسة.
وكثيرا ما يستخدم لNPA في المرضى واعين حيث مجرى الهواء في الفم والبلعوم من شأنه أن يؤدي الي انسداد لارادي.

## التركيب
يتم اختيار حجم مجرى الهواء الصحيح عن طريق قياس الجهاز على المريض: يجب أن يصل الجهاز من فتحة الأنف إلى فتحة الأذن أو زاوية الفك. يتم تشحيم الجزء الخارجي من الأنبوب بالماء حتى يدخل الأنف بسهولة أكبر. يتم إدخال الجهاز حتى يستقر الطرف المتسع على فتحة الأنف.